# Jared Rhoden
Matthew Jared Rhoden (ur. 27 sierpnia 1999 w Baldwin) – amerykański koszykarz, występujący na pozycjach rzucającego obrońcy lub niskiego skrzydłowego, obecnie zawodnik Detroit Pistons oraz zespołu G-League – Motor City Cruise.
W 2022 reprezentował Sacramento Kings podczas rozgrywek letniej ligi NBA w Las Vegas i San Francisco. Rozegrał też kilka spotkań przedsezonowych jako zawodnik Portland Trail Blazers.

## Osiągnięcia
Stan na 10 lutego 2023, na podstawie, o ile nie zaznaczono inaczej.
NCAA
- Uczestnik rozgrywek turnieju:
  - NCAA (2019, 2022)
  - Portsmouth Invitational Tournament (2022)
- Mistrz sezonu regularnego konferencji Big East (2020)
- Zaliczony do:
  - I składu:
    - Big East (2022)
    - turnieju:
      - Portsmouth Invitational (2022)
      - Rocket Mortgage Fort Myers Tip-Off (2021)
      - Big East (2021)

    - All-Academic Big East (2019, 2020)
    - All-Met Writers (2021, 2022)
    - All-District (2022 przez USBWA)

  - II składu All-District (2022 przez NABC)